# Kaczka po pekińsku

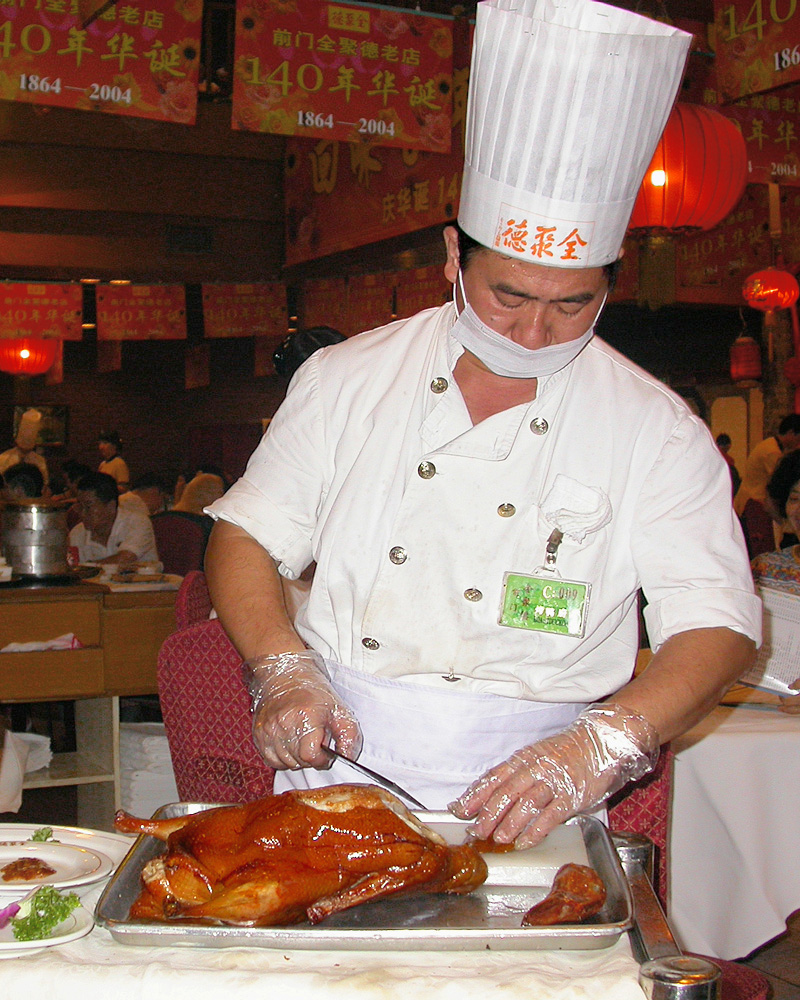
Kucharz serwujący kaczkę po pekińsku w najbardziej znanej pekińskiej restauracji specjalizującej się w tym daniu - Quanjude, położonej opodal bramy Przedniej na południe od Placu Tian’anmen.

Kaczka po pekińsku (chiń. 北京烤鸭; pinyin: Běijīng kǎoyā) to najsłynniejszy pekiński smakołyk, obecnie produkowany seryjnie. Kaczki, hodowane w jednym z gospodarstw rolnych koło Pekinu, są tuczone zbożem i pastą sojową. 

## Przyrządzanie
Kaczki są zabijane, po czym skubane, patroszone i dokładnie myte. Pod powierzchnię skóry zostaje wpompowane powietrze przez otwór znajdujący się na szyi, w celu oddzielenia skóry od tłuszczu, co pozwala uzyskać wyjątkową chrupkość (w Chinach kaczki zazwyczaj zabijane są poprzez poderżnięcie gardła a ich głowy pozostawia się przytwierdzone do korpusu; otwór na szyi to miejsce, w którym gardło zostało poderżnięte). Następnie kaczki moczy się przez chwilę we wrzątku i zawiesza na hakach, aby przeschły. Kaczki zostają pokryte glazurą z syropu maltozowego i pozostawione do wyschnięcia na 24 godziny. Po upływie doby kaczki zawiesza się w ceglanym piecu i piecze nad ogniem z drewna drzew owocowych (najczęściej brzoskwiń i gruszy), aż staną się złocisto-brązowe, lśniące i chrupiące.
Kaczkę podaje się etapami:
- najpierw mięso z chrupiącą skórką (bez kości), dymką, sosem Tian Mian Jiang (słodki, ciemny, aromatyczny sos, czasem w USA sprzedawany pod mylną nazwą "sos śliwkowy") i naleśnikami
- następnie zupę gotowaną na kościach i pozostałych częściach kaczki.